# Parteifähigkeit
Parteifähigkeit bezeichnet im deutschen Zivilprozessrecht die Fähigkeit, in einem Gerichtsverfahren Partei (Kläger oder Beklagter) zu sein. Nach § 50 Abs. 1 ZPO ist parteifähig, wer rechtsfähig ist. Das geltende Prozessrecht beruht auf dem Gleichlauf von Rechtsfähigkeit und Prozessfähigkeit. Die Parteifähigkeit entspricht im Wesentlichen der Rechtsfähigkeit des bürgerlichen Rechts, ist aber weiter als diese.
Die Parteifähigkeit ist zu unterscheiden von den Prozessvoraussetzungen
- der Prozessfähigkeit, das heißt die Fähigkeit, Prozesshandlungen selbst oder durch selbst bestellte Vertreter wirksam vor- oder entgegennehmen zu können;[3]
- der Postulationsfähigkeit, das heißt „die Fähigkeit einer prozessfähigen Partei, die Prozesshandlungen selbst vorzunehmen“;[4]
- der Prozessführungsbefugnis, das heißt „die Berechtigung, ein eigenes oder fremdes Recht im eigenen Namen gerichtlich geltend zu machen.“[5]

und von der Begründetheitsfrage,
- der Aktivlegitimation der Passivlegitimation: Im Zivilprozess ist aktivlegitimiert, das heißt „richtige“ Partei, wer Inhaber des geltend gemachten Rechts ist; derjenige ist passivlegitimiert, also „richtiger“ Beklagter, der Verpflichteter aus dem geltend gemachten Recht ist. Dieser Sachbefugnis entspricht – von den Fällen der Prozessstandschaft abgesehen – grundsätzlich auch die Prozessführungsbefugnis.[6]

## Parteifähigkeit als Sachurteilsvoraussetzung
Die Parteifähigkeit ist Voraussetzung der Zulässigkeit einer Klage (Prozessvoraussetzung), eine Sachurteilsvoraussetzung. „Streiten  […] die Parteien um die Existenz oder Parteifähigkeit eines Prozessbeteiligten oder um die Folgen des Erlöschens einer Partei oder ihrer Parteifähigkeit, so ist die Existenz bzw. Parteifähigkeit als Prozessvoraussetzung zu fingieren“.

## Einzelfragen

### Firma im Sinne des § 17 HGB
Der Einzelkaufmann kann unter seiner Firma klagen und verklagt werden, § 17 HGB. Träger der Rechte und Pflichten und deshalb Partei ist aber nicht die Firma, sondern der Inhaber der Firma.

### Gesellschaft bürgerlichen Rechts
Die Gesellschaft bürgerlichen Rechts ist – im Normalfall der Außengesellschaft – aktiv und passiv parteifähig.

### Gewerkschaften
In arbeitsgerichtlichen Verfahren sind Gewerkschaften und Vereinigungen von Arbeitgebern sowie Zusammenschlüsse solcher Verbände parteifähig (§ 10 ArbGG).

### GmbH

#### Auflösung
Die Auflösung einer GmbH nach § 60 I Nr. 5 GmbhG führt für sich genommen nicht zum Verlust ihrer Parteifähigkeit. Ebenso wenig die Eintragung der Auflösung. Es entspricht einem allgemeinen Rechtsgrundsatz, dass eine aufgelöste juristische Person zum Zwecke der Schuldentilgung und Vermögensverteilung als fortbestehend zu behandeln ist. Nach der neueren Entscheidung des KG Berlin, Az.: 22 W 70/16 ist die nach § 60 I Nr. GmbH-G aufgelöste GmbH jedoch nicht fortsetzungsfähig.

#### Löschung
„Die Löschung einer vermögenslosen GmbH nach § 394 Abs. 1 FamFG hat zur Folge, dass die Gesellschaft ihre Rechtsfähigkeit verliert und damit nach § 50 Abs. 1 ZPO auch ihre Fähigkeit, Partei eines Rechtsstreits zu sein. Nur wenn Anhaltspunkte dafür bestehen, dass noch verwertbares Vermögen vorhanden ist, bleibt die Gesellschaft trotz der Löschung rechts- und parteifähig. Dabei sind wertlose Forderungen nicht als verwertbares Vermögen anzusehen.“

### Minderjährige
Parteifähig sind auch minderjährige Kinder. Ihnen fehlt es aber an der Prozessfähigkeit.

### Parteien kraft Amt
Parteien kraft Amt (zum Beispiel Insolvenzverwalter, Testamentsvollstrecker (§§ 2212, 2213 BGB), Nachlassverwalter (§ 1984 BGB) und Zwangsverwalter (§ 152 ZVG)) führen nach herrschender Amtstheorie die Prozesse als gesetzliche Prozessstandschafter im eigenen Namen über fremdes Vermögen.